# Анисимов, Евстафий Васильевич
Евста́фий Васи́льевич Ани́симов (6 марта 1922 — 20 февраля 1990) — участник Великой Отечественной войны, командир сапёрного отделения 51-го отдельного моторизированного сапёрного батальона 2-го гвардейского танкового корпуса 31-й армии 3-го Белорусского фронта, младший сержант.
Герой Советского Союза (24.03.1945), капитан запаса с 1946 года.

## Биография
Родился 6 марта 1922 года в деревне Малое Андрейково ныне Нерехтского района Костромской области в семье крестьянина. Русский. Образование начальное. В 1939 году окончил курсы трактористов при Барановской МТС, работал в колхозе механизатором.
13 июня 1941 года был призван в Красную армию Нерехтским райвоенкоматом. Участник Великой Отечественной войны с сентября 1941 года. Боевое крещение получил в боях на Ржевском направлении. 30 октября был тяжело ранен. Шесть месяцев пролежал в госпитале. Вернулся домой на поправку, несколько месяцев работал в МТС. В феврале 1943 года снова был призван в армию и направлен в сапёрный батальон, приданный танковому корпусу.
Летом 1943 года сапёр Анисимов принимал участие в Курской битве, потом в наступлении на Смоленском направлении. В составе танкового корпуса освобождал города Ельню и Смоленск. Под Оршей с большим риском для жизни разминировал захваченный у немцев склад с боеприпасами, с минами электрического способа действия.
В июне 1944 года началось освобождение Белоруссии. После падения Орши 2-й гвардейский танковый корпус был нацелен на Борисов и далее на Минск. Стремительным броском, опередив отступающие немецкие части, танкисты вышли к реке Березине. Впереди танкистов на машинах двигались сапёры-разведчики.
На участке наступления корпуса, в районе деревни Черневка (Борисовский район Минская область) был единственный деревянный мост через Березину длиной 480 метров. Гитлеровцы заминировали его, но взорвать не успели, а при приближении наших частей подожгли. В ночь на 1 июля 1944 года младший сержант Анисимов со своим отделением под огнём противника принимал участие в ликвидации пожара на мосту и его разминировании. Под пулями сапёры таскали песок, гасили один участок моста за другим. Когда пожар был ликвидирован, в живых из всего отделения остались трое. Но они не ушли с моста, а тут же присоединились к командиру роты Овчинникову и стали помогать разминировать проезды. Танки без потерь прошли на другой берег.
В ночь на 3 июля младший сержант Анисимов в составе батальона совершил рейд в тыл противника. Когда рота перешла в контратаку, первым бросился вперёд, увлекая за собой товарищей. За эти бои младший сержант Анисимов и командир роты капитан Б. В. Овчинников были представлены к присвоению геройского звания.
Указом Президиума Верховного Совета СССР от 24 марта 1945 года за образцовое выполнение боевых заданий командования на фронте борьбы с немецко-фашистским захватчиками и проявленные при этом мужество и героизм младшему сержанту Анисимову Евстафию Васильевичу присвоено звание Героя Советского Союза с вручение ордена Ленина и медали «Золотая звезда» (№ 6190).
После Победы отважный сапёр продолжил службу в армии, стал офицером. В 1945 году вступил в ВКП(б). С 1946 года капитан Анисимов — в запасе. Вернулся на родину. Жил и работал в городе Костроме. Скончался 20 февраля 1990 года.

## Награды
- Медаль «Золотая Звезда» Героя Советского Союза (№ 6190)
- Орден Ленина
- Орден Отечественной войны I степени
- Орден Красной Звезды
- Орден Славы III степени
- Медали, в том числе:
  - Медаль «За победу над Германией в Великой Отечественной войне 1941—1945 гг.»
  - Юбилейная медаль «Двадцать лет Победы в Великой Отечественной войне 1941—1945 гг.»
  - Юбилейная медаль «Тридцать лет Победы в Великой Отечественной войне 1941—1945 гг.»
  - Юбилейная медаль «Сорок лет Победы в Великой Отечественной войне 1941—1945 гг.»

## Память
- Похоронен в Костроме на городском кладбище.